# NGC 952
NGC 952 is een niet-bestaand object in het sterrenbeeld Driehoek. Het hemelobject werd in 1871 ontdekt door de Franse astronoom Édouard Jean-Marie Stephan.